# Nephelistis schedogymnopis
Nephelistis schedogymnopis là một loài bướm đêm trong họ Noctuidae.